# Psykosexuell utvecklingsteori
Den psykosexuella utvecklingsteorin är en del av Sigmund Freuds driftteori. Den utarbetades med bakgrund av hans arbeten med patienter med psykiska problem. Den gör en rad grundantaganden:
1. Barndomen har en grundläggande betydelse för personlighetsbildningen.
2. Människans psyke har en inre omedveten del.
3. Sexualiteten är en medfödd drift och är betydelsefull redan från födseln.

## Psykosexuella faser
Freud beskriver barnets utveckling i faser. De första tre faserna (oral, anal och fallisk) kallas de pregenitala faserna och fokuserar på den psykosexuella utvecklingen. De följs av en latent fas som följs av puberteten. En störning i en given psykosexuell fas leder, enligt Freud, till en given fixering i vuxen ålder.
| Fas     | Ålder                | Erogen zon                | Konsekvenser av fixering i utvecklingsfas                                                                 |
| ------- | -------------------- | ------------------------- | --- |
| Oral    | 0 - 1,5 år           | Mun                       | Oral fixering /Oral karaktär: Passivt beroende eller överdriven rökning/ätande/nagelbitande.              |
| Anal    | 1,5 år - 3 år        | Anus och ändtarm          | Perfektionism, pedantisk, petighet, städmani eller raka motsatsen, slarvighet, desorganiserad, sjaskighet |
| Fallisk | 3 år - 6 år          | Genitalier                | Oidipuskomplex/Elektrakomplexet                                                                           |
| Latent  | 6 år - 12 år         | Dolda sexuella känslor    | Ouppfylld sexualitet.                                                                                     |
| Genital | 12 år (Puberteten) - | Sexuella intressen mognar | Frigiditet, impotens, otillfredsställande relationer                                                      |

### Orala fasen 0-2 år
Munnen betraktas som den centrala erogena zonen då lustkänsla uppstår då barnet suger på bröst, napp och tumme. Munnen används även för att utforska omvärlden. En nära anknytning till modern börjar utvecklas, men samtidigt inleds också en separation från mamman.
Av personligheten är Detet färdigutvecklat, medan Jaget (kroppsjaget och lustjaget) har påbörjat sin utveckling.

### Anala fasen 1-3 år
Barnet finner att det kan kontrollera sin egen avföring, vilket ger en stark lustkänsla. Barnet börjar utveckla kontrollbehov och därför kan störningar (till exempel för sträng potträning) innebära ett överdrivet kontrollbehov eller överdriven slarvighet i vuxen ålder vilket kallas anal fixering.

### Falliska fasen 3-6 år
Kan också benämnas "Oidipala fasen", eftersom barnet har en Oidipal "kärleksrelation" med föräldern av motsatt kön. Intresset för sexualitet och skillnader mellan könen är stor.
Relationen mellan fadern och sonen kan vid denna tidpunkt försämras, då barnet kan se fadern som en rival till mamman, som barnet förälskat sig i. Begreppet kallas Oidipuskomplexet. Detsamma gäller för dottern, som då gör modern till sin rival. Detta kallas för Elektrakomplexet.

### Latenta fasen 6-12 år
Utvecklingen är ganska så stillastående under den här fasen.

### Genitala fasen 12-18/20
Man börjar gå över till den vuxna sexualiteten, man börjar intressera sig för att hitta en partner.